# 打怪大亂鬥
《打怪大亂鬥》（英語：Rumble）是一部2021年美國電腦動畫體育喜劇片，由哈米甚·格里夫（Hamish Grieve）執導，由威爾·阿奈特、泰瑞·克魯斯、潔芮汀·薇思瓦納森、羅曼·瑞恩斯、托尼·丹扎、貝基·林奇、蘇珊·克萊奇·沃森、斯蒂芬·A·史密斯、吉米·塔特羅和本·施瓦茨配音，電影由派拉蒙影業排定2021年12月15日上線派拉蒙+。

## 角色
- 威爾·阿奈特聲演Steve，巨大的紅色爬行怪獸，業餘摔跤手。
- 潔芮汀·薇思瓦納森聲演Winnie McEvoy，摔跤訓練師。
- 泰瑞·克魯斯聲演Tentacular，一個鯊魚頭的觸手怪物，是怪物摔跤的衛冕冠軍。
- 弗雷德·邁拉麥德聲演市長
- 查爾斯·巴克利聲演Rayburn Sr.
- 克里斯·尤班克（英语：Chris Eubank）聲演King George
- 布里奇特·埃弗雷特（英语：Bridget Everett）聲演Lady Mayhem
- 約翰·古德曼聲演Klonk
- 貝基·林奇（英语：Becky Lynch）聲演Axehammer
- 羅曼·瑞恩斯聲演Ramarilla Jackson
- 本·施瓦茨聲演Jimothy Brett-Chadley III
- 吉米·塔特羅聲演Lights Out McGinty / Mac
- 蘇珊·克萊奇·沃森（英语：Susan Kelechi Watson）聲演Maggie Coyle
- 斯蒂芬·A·史密斯聲演Marc Remy
- 邁克爾·畢伕特（英语：Michael Buffer）聲演Stoker主播
- 卡洛斯·戈麥斯聲演Jimbo Coyle
- 約翰·迪·瑪吉歐聲演Tattoo Guy與Betting Guy

## 製作
2015年2月18日，Reel FX 創意工作室宣布改編自 2013年由羅伯·哈雷爾 (Rob Harrell) 創作的圖畫小說《山上的怪物》（Monster on the Hill），由馬特·利伯曼 (Matt Lieberman) 撰寫劇本。2018年4月25日，派拉蒙動畫宣布與華登傳媒在拉斯維加斯的 電影節上以聯合製片人的身份加入這部電影。迪士尼卡通工作室的布拉德利·雷蒙德原本打算執導這部電影，但由於不明原因，他最終被夢工廠動畫資深人士哈米甚·格里夫（Hamish Grieve）取代，他是《守護者聯盟》和《內褲隊長》等電影的故事負責人，這部電影為他的導演處女作。2019年6月12日，電影標題更改為《Rumble》。

### 選角
宣布了第一組演員陣容，其中包括威爾·阿奈特、泰瑞·克魯斯、潔芮汀·薇思瓦納森、羅曼·瑞恩斯、托尼·丹扎、貝基·林奇、蘇珊·克萊奇·沃森、吉米·塔特羅、本·施瓦茨、卡洛斯·戈麥斯、查爾斯·巴克利、克里斯·尤班克、邁克爾·畢夫爾、布里奇特·埃弗雷特和斯蒂芬·A·史密斯在電影中配音。

## 發行
2019年9月19日，電影定於2020年7月31日上映。2019年11月12日，發布日期被推遲到2021年1月29日。因為COVID-19大流行的關係，所以在2020年10月27日，發布日期隨後移至2021年5月14日，並隨後又移至2022年2月18日。最後改於2021年12月15日上線派拉蒙+。

## 評價
在爛番茄上，根據14位影評人的評論，這部電影的支持率為43%，平均評分為5.10/10。在Metacritic上，根據5位評論家的評論，這部電影的加權平均得分為48分（滿分100分），表明「混合或平均評論。」

## 外部連結
- 官方网站
- 互联网电影数据库（IMDb）上《打怪大亂鬥》的资料（英文）